# Бледсо (округ, Теннессі)
Шаблон:StateAbbr_ 35°36′ пн. ш. 85°13′ зх. д. / 35.6° пн. ш. 85.21° зх. д.
Округ  Бледсо (англ. Bledsoe County) — округ (графство) у штаті  Теннессі, США. Ідентифікатор округу 47007.

## Історія
Округ утворений 1807 року.

## Демографія
За даними перепису 2000 року загальне населення округу становило 12367 осіб, усе сільське. Серед мешканців округу чоловіків було 6771, а жінок — 5596. В окрузі було 4430 домогосподарств, 3312 родин, які мешкали в 5142 будинках. Середній розмір родини становив 2,94.
Віковий розподіл населення поданий у таблиці:
| Стать    | До 15 років | 15-21 | 22-29 | 30-39 | 40-49 | 50-65 | 65-85 | Понад 85 |
| -------- | ----------- | ----- | ----- | ----- | ----- | ----- | ----- | -------- |
| Чоловіки | 1240        | 669   | 751   | 1159  | 1113  | 1229  | 570   | 40       |
| Жінки    | 1090        | 436   | 534   | 825   | 837   | 1069  | 733   | 72       |

## Суміжні округи
- Камберленд — північ
- Ріа — схід
- Гамільтон — південний схід
- Секвачі — південний захід
- Ван-Б'юрен — захід

## Виноски
1. ↑  U.S. Decennial Census. United States Census Bureau. Архів оригіналу за 26 квітня 2015. Процитовано 1 квітня 2015.
2. ↑  Historical Census Browser. University of Virginia Library. Архів оригіналу за 26 грудня 2013. Процитовано 1 квітня 2015.
3. ↑  Forstall, Richard L., ред. (27 березня 1995). Population of Counties by Decennial Census: 1900 to 1990. United States Census Bureau. Архів оригіналу за 21 лютого 2015. Процитовано 1 квітня 2015.
4. ↑  Census 2000 PHC-T-4. Ranking Tables for Counties: 1990 and 2000 (PDF). United States Census Bureau. 2 квітня 2001. Архів оригіналу (PDF) за 18 грудня 2014. Процитовано 1 квітня 2015.
5. ↑  State & County QuickFacts. United States Census Bureau. Архів оригіналу за 7 липня 2011. Процитовано 29 листопада 2013. [Архівовано 2011-08-06 у Wayback Machine.](англ.) Наведено за англійською вікіпедією.
6. ↑  American FactFinder. Бюро перепису населення США. Архів оригіналу за 26 лютого 2012. Процитовано 31 січня 2008. [Архівовано 2008-05-21 у Wayback Machine.]

| США | Це незавершена стаття з географії США. Ви можете допомогти проєкту, виправивши або дописавши її. |